# Zali Steggall
Zali Steggall (n. 16 aprilie 1974, Sydney, Noul Wales de Sud, Australia) este o schioară alpină australiană, medaliată olimpică. A participat la 4 ediții ale Jocurilor Olimpice (1992, 1994, 1998, 2002) în care a câștigat o medalie de bronz.